# カーブル動物園
カーブル動物園（カーブルどうぶつえん、英語: Kabul Zoo）はアフガニスタンの首都カーブルにある動物園である。現在の園長はAziz Gul Saqebである。

## 歴史
カーブル動物園は1967年にアフガニスタンの動物相に焦点を当てた動物園として開園し、観光客やマスコミにとても人気がある。1972年時点では、カーブル動物園には500種類以上の動物が飼育され約150,000人が訪れていた。しかし、カーブル動物園は1978年より長きにわたるアフガニスタン紛争による被害に苦しんだ。動物園内に設置されていた水族館は砲弾により大きな被害を受けており、兵士はシカやウサギを食料として使用してしまっていた。

## 現在の状況
2010年現在において、動物園には約280種類の動物がおり、45種類の鳥類、哺乳類、36種類の魚類で構成されている。動物園には二頭のライオン (マージャンが2002年に死亡した後新たに提供された)やアフガニスタン唯一のブタであるハンジールが飼育されている。週末には約10,000人の人々が動物園を訪れる。2003年現在カーブル動物園は動物飼育スタッフを60名雇用している。カーブル動物園はカーブルでも人気の観光地となっている。

## 支援
現在カーブル動物園に最も動物を提供している中国政府は既にアフガニスタンに提供している動物の安全性に関して懸念を示している。2004-2005年に、一頭のオスのクマとシカが死亡しており、これは明らかに病気・栄養失調によるものであることが判明した。中国政府は状況が改善されるまでカーブルに動物を提供することはしないと発言した。アメリカ合衆国のノースカロライナ動物園はカーブル動物園に融資を行い、動物園における飼育環境など多くのプロジェクトの監修を行うこととなった。また、動物園におけるビジネスプランの立案方法などに関しても援助を行った。ノースカロライナ動物園の園長であるDavid Jonesは現在カーブル動物園のスタッフにインドで研修をつませるための交渉を行なっている。